# Mehmed Teufik Okić
Háfiz Mehmed Teufik-efendija (event. Teofik nebo Tevfik) Okić (1866 či 1870 Jajce, osmanská říše – 18. listopadu 1932 Sarajevo, Království Jugoslávie) byl bosenskohercegovský islámský duchovní a pedagog bosňáckého původu.

## Životopis
Narodil se do rodiny s bohatou tradicí islámské vzdělanosti; od konce 17. do začátku 20. století čtrnáct generací Okićů působilo jako imámové v Sinan-begově mešitě v Jajce. Jeho otcem byl Jusuf Okić, imám a islámský učitel, muallim, v nižší náboženské škole v jajecké čtvrti Gornja Mahala (Sinan-begův džamát), a matkou Hanifa Memić, ta však zemřela, když byl ještě dítě. Základní vzdělání získal od otce, ruždii, reformovanou islámskou nižší školu, navštěvoval v rodném Jajce, zde získal i titul háfize. Medresu, vyšší islámskou školu, absolvoval v Banja Luce (tu působili učitelé, mudarrisové, Ismail-efendija Skopljak a háfiz Ibrahim-efendija Maglajlić). Roku 1885 z Banja Luky odešel za vzděláváním do Istanbulu, kde roku 1900 promoval na teologické fakultě (Darülfünun-ı Şahane).
Nato se vrátil do vlasti, kde od 18. března 1901 do 1. července 1910 působil jako učitel, muderris, a ředitel Osman-kapetanovy medresy v Gračanici. Zde začal se zásadní reorganizací tradiční medresy, zavedl jednotlivé ročníky (dosud se vyučovalo v kruzích), modernější učebnice a světské předměty. Roku, kdy proběhly první volby do autonomních orgánů Islámského společenství v Bosně a Hercegovině, byl vybrán do nejvyšší duchovní rady, Ulema-medžlisu. V této funkci zůstal až do své smrti. Od 14. října 1912 do 23. března 1914 byl k tomu i úřadujícím reisu-l-ulemou, poté co háfiz Sulejman-efendija Šarac rezignoval a než jeho místo zaujal Mehmed Džemaluddin-efendija Čaušević. Okić byl neúnavným propagátorem modernizačních prvků v životě muslimské komunity, mimo jiné podporoval vzdělávání dětí.
Mehmed se oženil s Hasibou Hadžić z Gračanice. Jejich syn Muhamed Tajib Okić (1902–1977) byl jedním z nejvzdělanějších bosenskohercegovských muslimů své doby.
Okić zemřel 18. listopadu 1932 v Sarajevu. Pohřební mše se uskutečnila hned druhý den. Tělesné ostatky byly uloženy na sarajevském hřbitově Grličića brdo.